# Daniel Maggetti
Daniel Maggetti, né le 24 janvier 1961 à Intragna, est un écrivain vaudois et professeur à l'Université de Lausanne. Il détient la chaire de littérature romande.

## Biographie
Daniel Maggetti termine ses études de lettres à l'Université de Lausanne par une thèse de doctorat consacrée à L'invention de la littérature romande 1830-1910 (Payot, 1995). Codirecteur avec Françoise Fornerod et Sylviane Roche de la revue Écriture, ayant cessé de paraître en 2005, Daniel Maggetti est professeur ordinaire de littérature romande à l'Université de Lausanne et directeur du Centre de recherches des Lettres romandes. Il est à ce titre collaborateur de plusieurs projets d’édition critique de textes, notamment des romans de Charles-Ferdinand Ramuz dans la Bibliothèque de la Pléiade, ou des Œuvres complètes du même auteur aux éditions Slatkine.
Auteur de nombreuses études - historiques, sociologiques et monographiques - portant sur l’histoire de la littérature en Suisse romande, Daniel Maggetti est également écrivain. Parmi ses publications à ce titre figure un recueil de poèmes, Pleins-vents, (Éditions Empreintes, 2000), et, aux Éditions de l'Aire, un ensemble de nouvelles, La mort, les anges, la poussière (1995), ainsi qu'un récit, Chambre 112 (1997), réédition dans la collection L'Aire bleue (1999). Ce récit sur les liens qui rattachent un fils à son père mourant est couronné en 1998 par le Prix Michel-Dentan. Publié en 2007, aux Éditions de l'Aire, Les Créatures du Bon Dieu, se voit décerner le 21e Prix Lipp Suisse 2008.